# Włodzimierz Ley
Włodzimierz Ley (ur. 27 września 1911 w Horyszowie Polskim, zm. 24 stycznia 1991 w Warszawie) – żołnierz, funkcjonariusz MO (podpułkownik).

## Życiorys
Syn Archipa i Zofii.
Żołnierz 1 Dywizji Piechoty im. Tadeusza Kościuszki (od 1943). W okresie od 1 września 1944 roku do 31 grudnia 1947 roku brał udział w walce z „bandami i reakcyjnym podziemiem”. Był kolejno adiutantem w KG MO w Warszawie (od 1 września 1944), komendantem KW MO w Olsztynie (od 3 lipca 1945), komendantem KW MO w Łodzi (od 15 marca 1946), komendantem KW MO w Bydgoszczy (od 20 stycznia 1951). W okresie od 31 października do 7 grudnia 1954 był do dyspozycji komendanta KG MO w Warszawie. Po 7 grudnia 1954 nadal służył w MO.
Zmarł w Warszawie. Pochowany na cmentarzu Wojskowym na Powązkach (kwatera II B 30-1-25).

## Ordery i odznaczenia
- Krzyż Kawalerski Orderu Odrodzenia Polski (10 października 1945)[3]
- Złoty Krzyż Zasługi (4 października 1946)[4]